# سيفاماندول
سيفاماندول Cefamandole هو INN الزمرة الدوائية عبارة عن مضاد حيوي من الجيل الثاني للسيفالوسبورينات.السيفامندول هو مضاد حيوي واسع الطيف.
المستحضرات الصيدلانية:
- بودرة محلول معدة للحقن: 500ملغ (10مل)، 1غ (10مل، 100مل)، 2غ (20مل، 100مل)، 10غ (100مل).

## التخليق

تخليق السيفاماندول:

## الاستعمال الطبي
علاج الالتهابات الناجمة عن الجراثيم المتحسسة له ولا سيما أمراض الجهاز التنفسي والجلد والأنسجة الرخوة والعظام والمفاصل والجهاز البولي والالتهابات النسائية وتجرثم الدم. وفيما يلي البيانات تمثل قابلية MIC سيفامندول لبضع الكائنات الحية الدقيقة الهامة طبيا.
- الإشريكية القولونية :،12-400 ميكروغرام / مل
- المستدمية النزلية : 0,06 -> 16 ميكروغرام / مل
- المكورات العنقودية الذهبية : 0,1 حتي 12,5 ميكروغرام / مل

CO2 تم توليده أثناء البناء العادي لسيفامندول وسيفتازيديم، مما يؤدى إلى تفاعل شبه - انفجاري كما هو الحال في المحاقن.
- الحمل: ينتمي لأدوية المجموعة B.
- مضادات الاستطباب: فرط الحساسية له ولأحد مكوناته أو لأحد السيفالوسبورينات.

## تحذيرات
1. قد يسبب استخدامه الطويل ظهور انتانات متراكبة (انتهازية).
2. يوجد نسبة منخفضة من فرط الحساسية المتصالبة بينه وبين البنسلينات.
3. يجب تعديل جرعته عند المريض المصاب باضطراب الوظيفة الكلوية.[3]

## التأثيرات الجانبية
- تحدث بنسبة 1-10%:
- هضمية: إسهال. مغص بطني، التهاب كولون غشائي كاذب.

- تحدث بنسبة تقل عن 1%:
- عصبية مركزية: تفعيل الجملة العصبية المركزية، اختلاجات، حمى.
- جلدية: طفح، شرى.
- دموية: كثرة الحمضات، نقص بروترومبين الدم، قلة الكريات البيض والصفيحات.
- كبدية: يرقان ركودي، ارتفاع عابر في تراكيز الخمائر الكبدية.
- موضعية: ألم عند موضع احقن.
- متنوعة: إنتانات انتهازية.[6]

زيادة الجرعة والتسمم:
- اختلاجات وفرط حساسية وتفعل عصبي عضلي.
- العلاج داعم وأعراضي، قد تفيد الديلزة الدموية بإزالة الدواء من الدم.[3]

## التداخلات الدوائية
1. سجل حدوث ارتكاس شديد شبيه بذلك الناجم عن الديسولفيرام عندما أخذ خلال 72 ساعة من تناول الكحول.
2. يتقوى التأثير الخافض لتركيز بروثرومبين المصل عند إشراكه مع الهيبارين والوارفارين
3. قد ينقص البروبنسيد إطراح السيفالوسبورينات مما يؤدي لتفاقم تأثيرها.
4. قد يبدي الفورسميد والأمينوغلكوزيدات تأثير سام للكلية يتعاضد مع نظيره الناجم عن هذا المحضر.

## الثبات
1. بعد تحضير المحلول يتحرر غاز ثاني أكسيد الكربون مما يسمح له بأن يرشف دون هواء مختلط معه، يبقى حينها المحلول ثابت لمدة 24ساعة بحرارة الغرفة و96ساعة فيما لو حف في البراد.
2. تبقى المحاليل المعدة للحقن الوريدي (الممزوج مع محلول ديكستروز 5% أو محلول سالين الفزيولوجي)، ثابتة بدرجة حرارة الغرفة لمدة 24ساعة ولمدة أسبوع فيما لو حفظت في البراد ولمدة 62 أسبوع فيما لو جمّد.

## آليته
يثبط عملية صنع الجدار الخلوي الجرثومي بارتباطه مع واحد أو أكثر من بروتينات الاتحاد مع البنسلين PBPs، الأدمر الذي يؤدي إلى تثبيط نقل الببتيدات الذي يعد الخطوة الأخيرة من عملية تصنيع الغليكوجين الببتيدي الذي بدوره يدخل في تركيب متن الجدار الخلوي الجرثومي. كل ما سبق سيؤدي إلى انحلال واضمحلال الجرثوم تحت تأثير الخمائر الحالة الذاتية التي تتفعل عندئذ دون قيد أو ضابط.

## الحرائك الدوائية
- التوزيع: يتوزع بشكل جيد ضمن أنحاء الجسم باستثاناء السائل الدماغي الشوكي حيث أن انتشاره عبر الحاجز الدماغي ضعيف حتى لو كانت السحايا ملتهبة، يخضع للدوران المعوي الكبدي بشكل كبير ويظهر ضمن الصفراء بتراكيز عالية.
- الارتباط البروتيني:56-78%
- الاستقلاب: لا يستقلب.
- العمر النصفي: 30-60 دقيقة.
- يصل تركيزه المصلي لذروته خلال 1-2 ساعة من الحقن العضلي، وخلال 10 دقائق من الحقن الوريدي.
- الإطراح: يخضع للدوران المعوي الكبدي بشكل مفرط ويظهر ضمن الصفراء بتراكيز عالية، يطرح الجزء الأكبر من الدواء غير متبدل مع البول.

## الجرعة
- الأطفال (حقن عضلي أو وريدي): 100-150ملغ/كغ/يوم تقسم على 4-6 دفعات.
- البالغين (حقن عضلي أو وريدي): 4-12غ/يوم تقسم على 4-6 دفعات أو 500-1000ملغ كل 4-8 ساعات، الجرعة القصوى للدفعة الواحدة هي 2غ.
- تعدل الفواصل بين الجرعات عند مريض القصور الكلوي على الشكل التالي:

1. تصفية الكرياتينين 25-50مل/د: 1-2غ كل 8ساعات.
2. تصفية الكرياتينين 10-25مل/د: 1غ كل 8ساعات.
3. تصفية الكرياتينين <10مل/د: 1غ كل 12ساعة.

- يزال حوالي 20-50% من جرعته بالديلزة الدموية.

## التداخلات المخبرية
- يؤدي لإيجابية كاذبة اختبار كومبس المباشر.
- يسبب انخفاض التركيز المصلي لكن من الغلكوز والبروتين
- يؤدي لارتفاع التركيز المصلي لكل من الفوسفاتاز القلوية وSGOT وSGPT ونتروجين البولة الدموية والكرياتينين، ويسبب تطاول زمن البروترومبين
- يجب مراقبة علامات التكدم والنزف.